# قلعة منصور كوه
قلعة منصور كوه‌ (بالفارسية: قلعه منصور کوه) هي قلعة تاريخية تعود إلى عصر إسماعيلية، وتقع في مقاطعة دامغان.